# Jiří Novotný (bobista)
Jiří Novotný (2. dubna 1921) byl československý bobista, brzdař.

## Závodní kariéra
Startoval na ZOH 1948 ve Svatém Mořici. V závodě dvojbobů skončili s pilotem Maxem Ippenem na 14. místě, stejně jako na čtyřbobu.